# Atletismo nos Jogos Mundiais Militares de 2011 - 1500 m feminino
A competição dos 1500 metros rasos feminino nos Jogos Mundiais Militares de 2011 aconteceu no dia 22 de julho no Estádio Olímpico João Havelange.

## Medalhistas[1]
| Ouro   | KEN Langat Nancy  |
| Prata  | GER Denise Krebbs |
| Bronze | BRN Genebe Regasa |

## Resultados[1]
| Pos.              | Atleta             | País      | Tempo   | Notas |
| ----------------- | ------------------ | --------- | ------- | ----- |
| Medalha de ouro   | Langat Nancy       | Quênia    | 4:15.42 |       |
| Medalha de prata  | Denise Krebbs      | Alemanha  | 4:15.87 |       |
| Medalha de bronze | Genebe Regasa      | Bahrein   | 4:16.31 |       |
| 4                 | Helen Obiri        | Quênia    | 4:19.32 |       |
| 5                 | Margherita Magnani | Itália    | 4:19.93 |       |
| 6                 | Elotmani Sanae     | Marrocos  | 4:22.62 |       |
| 7                 | Christiane Santos  | Brasil    | 4:23.22 |       |
| 8                 | Kokkinariou Eirini | Grécia    | 4:24.83 | SB    |
| 9                 | Shanika Samanmali  | Sri Lanka | 4:25.57 |       |
| 10                | Jackiline Sakilu   | Tanzânia  | 4:27.51 |       |
| 11                | Aster Tilahun      | Bahrein   | 4:27.90 |       |
| 12                | Sylwia Ejdys       | Polónia   | 4:31.48 |       |
| 13                | Champika Dilrukshi | Sri Lanka | 4:35.40 |       |
| 14                | Pamela Labra       | Chile     | 4:52.93 |       |
| 15                | Mariama Camara     | Guiné     | 5:29.92 |       |
|                   | Celine Best        | Canadá    | DNS     |       |
|                   | Sabine Heitling    | Brasil    | DNS     |       |
|                   | Georgette Mink     | Canadá    | DNS     |       |
|                   | Ait Hammou Seltana | Marrocos  | DNS     |       |